# Ханн, Квинтен
Кви́нтен Ханн (Quinten Hann) — профессиональный австралийский бильярдист, известен, как равно хорошо играющий как в снукер, так и в пул. Стал профессионалом в снукере в 1995, в феврале 2006 был лишён снукерной лицензии на 8 лет за сдачу матча за деньги.

## Карьера
Уже в 15 лет он сумел попасть в финал австралийских турниров для юношей в категории до 18 и 21 года. И его проигрыш в обоих матчах нисколько не умаляет его заслуг. За год до этого, в возрасте лишь 14 лет, он вышел в финал Любительского чемпионата Австралии для взрослых. Он был самым юным участником того турнира, а через пару месяцев стал самым юным участником ещё одного — чемпионата мира среди любителей. В Хельсинки в 1994 году он победил англичанина Дэвида Грэя 11:10 и выиграл чемпионат IBSF для юношей до 21. А в 1995 он стал профессионалом.
В своём первом сезоне 1995/96 он не сумел пробиться дальше квалификационных стадий, но, всё-таки, смог обосноваться на 237—й ступеньке рейтинга. На следующий год ему уже удалось выйти в 1/64 чемпионата Великобритании, затем в свой первый четвертьфинал — Thailand Open, и как результат, перешагнуть через 133 позиции, оказавшись на 104 месте. 
 Сезон 1997/98 начался с 1/32 турниров Гран При и чемпионата Великобритании, после чего была 1/16 German Open. Закончил же он сезон, впервые квалифицировавшись в Крусибл и совершив гигантский прыжок на 45-ю строчку мирового рейтинга. Целая череда 1/32-х в сезоне 1998/99 привела его в Топ-32, на 26 место. Также он побеждал в 1998 и 1999 годах на Lindrum Masters — турнире, где необходимо было играть в несколько видов бильярда, а в 1999 году стал первым иностранцем, сумевшим выиграть Embassy World 8-Ball Pool Championship (пул — «восьмерка»).
Позже Квинтен перебрался из Австралии в Англию, где поселился в городке недалеко от Лондона. Но его очень расстраивали собственные результаты. Он считал себя достаточно хорошим мастером, чтобы побеждать самых лучших снукеристов, и часто демонстрировал своё раздражение, когда ему этого не удавалось. 
Он пропустил половину сезона (6 из 9 рейтинговых турниров) 1999/2000 из-за серьёзной травмы (перелом лодыжки и повреждение шеи при аварии на мотоцикле), но сумел удержать своё место в топ-32. Однако любви к опасным развлечениям это не отбило, и следующая неприятность (перелом ноги при неудачном приземлении с парашютом), вынудившая его хромать вокруг стола в одних носках, случилась с ним уже в начале сезона 2000/01. Но он сумел выйти в четвертьфинал чемпионата Великобритании, а позже и в четвертьфинал Thailand Masters. Уверенные выступления на других турнирах позволили ему стать № 25. 
 К сезону 2001/02 Квинтену, чтобы попасть в топ-16, следовало показывать лишь стабильность в выступлениях. Квинтен проиграл свои первые матчи лишь на двух турнирах и, хотя за весь год так и не прошёл ни разу дальше одной восьмой, гарантировал себе заветное место в элите победой над Дэйвом Харольдом в стартовом раунде чемпионата мира. В его таланте не было сомнений, как и в том, что, если он сумеет сконцентрироваться на своей работе, ему удастся достичь самых больших высот.
На Irish Masters 2004 в Дублине Ханн попал в свой первый полуфинал рейтингового турнира (после поражений в восьми четвертьфиналах до этого). Одержав победы над Патриком Уоллесом, Стивеном Ли и Джоном Хиггинсом, Квинтен вышел на Питера Эбдона, матч с которым по праву можно было назвать марафонским — он продолжался около пяти часов. Первая половина матча прошла в напряженной и нервной борьбе, с большим количеством взаимных ошибок. При счете 3:3 (30-24 во фрейме, в пользу Ханна) и стоявшем в лузе чёрном, Квинтен не сыграл несложный красный в другой угол, и, отразившись от губок, шар пошёл к чёрному. Ханн рукой скатил чёрный в угол и кием разметал остатки пирамиды, признав своё поражение во фрейме (при шести красных на столе). Следующий фрейм Ханн начал, разметав с разбоя пирамиду. Несмотря на то, что в полностью открытой позиции Эбдон не смог за один подход выиграть фрейм, Квинтен проиграл дуэль на цветных, и сопернику оставался всего один фрейм до победы. Однако подобные выходки, по всей видимости, позволили выплеснуть накопившиеся раздражение, и в последующих двух фреймах Ханн показал очень взвешенную игру, наказывая Эбдона за ошибки при выходе из снукеров и неточные дальние, а иногда даже авантюрные удары, и смог сравнять счёт, доведя матч до решающего фрейма. Однако в нём Питер Эбдон собрался и показал серию за 50 очков, после чего в концовке дожал противника и, в результате, выиграл матч.
Однако, неоднозначные поступки, которые Ханн совершал под влиянием своего вспыльчивого темперамента, сопровождали его всю карьеру. Стоит вспомнить разбой пирамиды в стиле игроков в пул (он утверждал, что это даст ему возможность забить шар с вероятностью 50 на 50, хотя на самом деле процент был куда ниже), фрейм, сданный при 13 красных (более 100 потенциальных очков) на столе или бесшабашный снукер, в который он начинал играть, когда чувствовал, что матч складывается не в его пользу. 
 Отсчёт подобных действий, пожалуй, следует начать с матча Гран-при 2001 с Энтони Хэмилтоном, когда Ханн позволил себе оскорбительные жесты в адрес оппонента и зрителей. Энтони не показал своего раздражения во время матча и спокойно выиграл, 5:3, однако, во время послематчевого интервью обычно уравновешенный Хэмилтон был в ярости и обвинил Ханна в неспортивном поведении. 
 И хотя Ханн впоследствии извинился за своё поведение, он продолжил использовать подобную практику разбоя (такие удары в снукере называют «хулиганскими») следующие несколько лет, чтобы остановить быстрых оппонентов. 
 Печально известны его боксёрские матчи: с Марком Кингом, который произошёл вслед за размолвкой Квинтена с Энди Хиксом в матче чемпионата мира 2004, а позже и ещё один, с Джонни Маги, игроком из команды Dublin GAA (австралийский футбол), в сентябре 2004, состоявшийся после очередных грязных выпадов Ханна в сторону гэльского футболиста, но, в отличие от первого, закончившийся для Квинтена проигрышем в трёх раундах и разбитым носом. 

Также были несколько судебных разбирательств с обвинениями в изнасиловании. Несмотря на то, что во всех случаях Ханн был оправдан, он заработал себе репутацию «плохого парня». 

В первом матче чемпионата мира 2005 он играл чужим кием, поскольку его собственный был утерян во время перелёта из Китая. Но вместо того, чтобы тренироваться, привыкая к новому инструменту, Ханн пропьянствовал и вышел на матч в состоянии тяжкого похмелья . Результатом было естественное поражение, 2:10, от Питера Эбдона. Причём на пресс-конференции Ханн даже бравировал своим «полумёртвым» состоянием, что также не добавляло тёплых тонов в его портрет.
В апреле 2005 года в снукерном мире разорвалась бомба: газета «The Sun» опубликовала материал, в котором сообщалось, что Ханн согласился сдать свой матч на China Open против Кена Доэрти в обмен на значительную сумму денег  . Комиссия WPBSA расследовала это дело почти год, внимательно читая стенограммы видео- и аудиозаписей переговоров Ханна с тайными журналистами «The Sun», предоставленные газетой, и пришла к выводу, что Ханн нарушил правило регламента 2.8, которое гласит: «член ассоциации не имеет права прямо или косвенно просить, делать попытки или принимать любые платежи или любые формы вознаграждения в обмен на результат любой игры в снукере или бильярде, на который он может повлиять». 

В феврале 2006 года Ханн, не явившись на заседании Комиссии WPBSA, был признан виновным, лишён снукерной лицензии на 8 лет и оштрафован. 
Сейчас он играет в пул. 
Недавно Ханн вместе с напарником участвовал в ралли Gumball 3000. Их экипаж занял 23 место и получил небольшой приз.

## Достижения
- 1991 — финалист чемпионата Австралии среди любителей;
- 1992 — финалист чемпионатов Австралии в категориях до 18 и до 21 года;
- 1994 — чемпион мира IBSF (до 21 года);
- 1998 — победитель Lindrum Masters, четвертьфиналист Гран-при;
- 1999 — победитель Lindrum Masters; победитель World 8-Ball Pool
- 2000 — четвертьфиналист чемпионата Великобритании;
- 2001 — четвертьфиналист Thailand Masters;
- 2002 — четвертьфиналист Regal Scottish Open, 1/8 чемпионата мира;
- 2004 — полуфиналист Irish Masters.